# Clube Hípico de Santo Amaro
O Clube Hípico de Santo Amaro é um clube brasileiro de hipismo fundado em 7 de Setembro de 1935 na cidade de São Paulo.

## História
Liderado por João Carlos Kruel, um grupo de 49 sócios fundadores adquiriu a Chácara Street (pertencente ao industrial Jorge Street), também chamada de Fazenda Itaquerê por sua vasta extensão. Foi um um local onde na década de 1930, abrigava cavaleiros daquela época. 
Esta disposto em uma área de 330.000 m2, em terra com parte de mata atlântica conservada, abriga grande variedade de pássaros e pequenos animais como sagui-de-tufos-brancos, gambá-de-orelha-branca e coruja-buraqueira além de uma variedade de pássaros. Possui pista de grama para competições do tipo Derby, turfe e saltos. Realizou ao longo de sua existência concursos hípicos nacionais e internacionais. Possui pista de areia, grama, terra e um campo de polo.
O atual Casarão, que fora sede da Fazenda Itaquerê, passou por reformas e restaurações tornando-se a sede do clube. Foi projetada pelo arquiteto e educador francês Hyppolite Pujol.
Nos primeiros anos de sua fundação, o Clube Hípico de Santo Amaro não possuía cavalos de linhagem específica para saltos e adestramentos. Os primeiros cavaleiros e cavalos surgiram na Força Pública Paulista, depois que alguns oficiais voltaram da Escola de Saumur na França. Os militares dominavam com maestria as técnicas do hipismo naquela época e a aproximação dos cavaleiros do Clube Hípico de Santo Amaro com eles, auxiliou no aprimoramento das técnicas de hipismo.
Nas décadas de 1970 e 1980, ocorrem vários e importantes concursos patrocinados por instituições privadas, como os Torneios do Banco Safra, Stock-Campari e Side Walk, e as Copas Chevrolet, H. Stern, Malboro e as America's Cup. Com estes recursos, o Clube Hípico de Santo Amaro pode investir na melhoria da infraestrutura. 